# Pluto en Proserpina

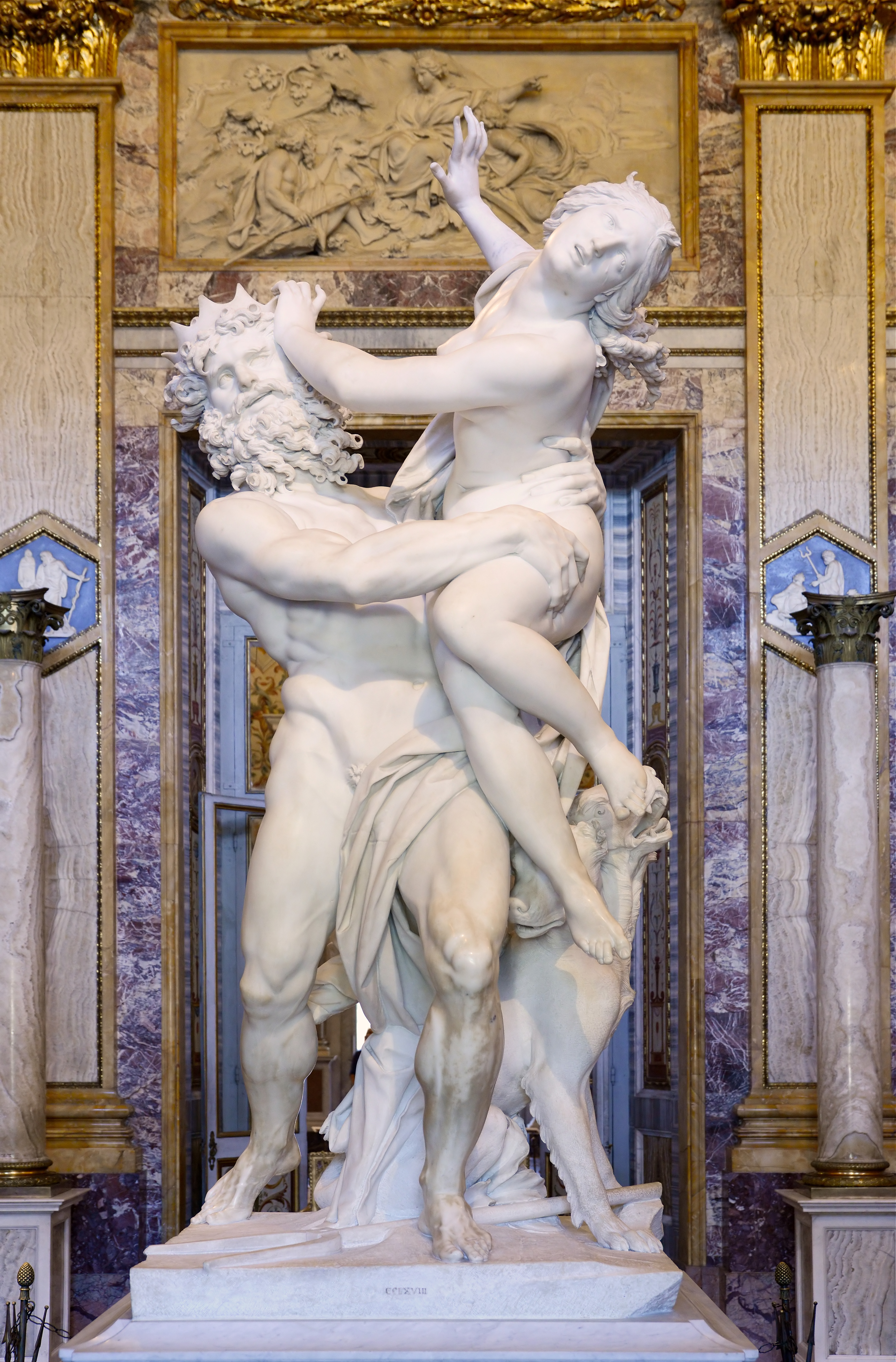
Ratto di Proserpina

Pluto en Proserpina is een marmeren beeldhouwwerk van Gianlorenzo Bernini. Hij maakte het sculptuur tussen 1621 en 1622, toen hij slechts 23 jaar oud was. Op het beeld is te zien hoe Pluto de jonge Proserpina naar de onderwereld meeneemt. Op de achtergrond is de driekoppige waakhond van de onderwereld te zien, Cerberus. Dit werk is een voorbeeld van de barok.
Het werk is te bewonderen in het Galleria Borghese in Rome.